# Adam Elliot
Adam Elliot (2 de enero de 1972 en Berwick, Victoria, Australia) es un director independiente de animación stop-motion australiano ganador de los premios Óscar.

## Biografía
Su padre, Noel, era un payaso acrobático y su madre, Valerie, era peluquera. Creció en la granja de su padre con sus tres hermanos Samantha, Lucas y Josué. Cuando la granja quebró se trasladó junto con su familia a Melbourne. Fue un niño muy tímido, pero con una gran imaginación. Se pasaba el día dibujando y haciendo cosas a partir de cualquier otra cosa que encontrase. Asistió a la Escuela Primaria del Estado Pinewood donde fue perito en arte, literatura inglesa, fotografía, dibujo y escultura. Además también actuó y ganó el premio más importante de la escuela por su interpretación del doctor Watson en un teatro sobre Sherlock Holmes. Quería ser veterinario pero no obtuvo las calificaciones necesarias para acceder a la universidad.
Nació con una enfermedad fisiológica que le causaba temblores, lo cual se puede ver en sus trabajos llenos de líneas desiguales que dan una sensación orgánica. En 1996 completó un diploma de postgrado de cine y televisión, especializado en animación, en el Victoria College of Arts. Allí hizo su primer cortometraje, Uncle, ganador de multitud de premios. Fue el primero de una trilogía; Brother (1998) y Cousin (1999).

## Filmografía

### Harvie Krumpet(2003)
Pasar de cortometrajes de 8 minutos a uno de 22 fue un reto para Adam. La animación se hizo más compleja, al igual que la historia. Sigue utilizando una voz en off para narrar la historia, en este caso la del actor australiano Geoffrey Rush.
La historia trata sobre la vida de un hombre polaco con Síndrome de Tourette, por lo que es marginado en la escuela. Su madre, analfabeta y con tendencia a hablar con personas que no están allí, le enseña todo lo que necesita saber sobre la vida. El cortometraje ganó dieciocho premios internacionales, siendo los más importantes los premios Óscar y premios en los festivales de Annency, Toronto, Valladolid, Sundance, Sitges, Montreal o la Academia de cine australiana.

### Mary and Max(2009)
La primera película de larga duración de Elliot tardó cinco años en completarse y costó 8,3 millones de dólares australianos. La voz de Max la puso el ganador de un Óscar Philip Seymour Hoffman.
La historia trata sobre la amistad por correspondencia entre Max, un obeso judío que vive en Nueva York y padece el síndrome de Asperger y Mary, una niña australiana de 8 años que vive en los suburbios de Melbourne.

### Ernie Biscuit(2015)
Su última clayografía, Ernie Biscuit, es un corto de 20 minutos en blanco y negro realizado mediante stop motion animado que explora la vida de un taxidermista ciego de París. En un estilo similar a Harvie Krumpet, esta película es una biografía compuesta por diversos elementos tragicómicos. Por vez primera, Elliot explora el romance y el estilo general es bastante dinámico y veloz. No es tan seria como sus otros cortos y está narrada por su colaborador de siempre John Flaus, que ha prestado su voz para las películas anteriores Harvie Krumpet, Mary and Max y Uncle. El filme fue seleccionado para participar en el Festival Internacional de Cine de Animación de Annecy y se estrenó en Europa en junio de 2015. Ernie Biscuit ganó en la categoría Mejor corto de animación en la 5.ª edición de los Premios AACTA.

### Memorias de un caracol(2024)
Su segundo largometraje animado, Memorias de un caracol, llevó un rodaje de aproximadamente 8 años. Es el segundo proyecto del director en ser nominado a un Óscar (el anterior fue Harvie Krumpet) y la segunda cinta de clasificación R en ser nominada a Mejor Película de Animación (la primera se trata de Anomalisa).
La historia narra la vida de Grace Pudel, una mujer fanática de los caracoles y con dificultades en la vida desde que su padre falleció y fue separada de su hermana gemelo, Gilbert, cuando tan solo era una niña. La cinta decide mostrar todas las adversidades y gente a la que conoció nuestra protagonista hasta llegar al punto en el que se encuentra actualmente.

## Premios y distinciones
| Premios                               | Año  | Categoría                        | Película               | Resultado |
| ------------------------------------- | ---- | -------------------------------- | ---------------------- | --------- |
| Premios Óscar                         | 2004 | Mejor cortometraje animado       | Harvie Krumpet         | Ganador   |
| Premios Óscar                         | 2025 | Mejor largometraje animado       | Memorias de un caracol | Nominada  |
| Premios de la Crítica Cinematográfica | 2025 | Mejor largometraje animado       | Memorias de un caracol | Nominada  |
| Globos de Oro                         | 2025 | Mejor largometraje animado       | Memorias de un caracol | Nominada  |
| Satellite Awards                      | 2025 | Mejor largometraje animado       | Memorias de un caracol | Nominada  |
| Premios Annie                         | 2025 | Mejor largometraje independiente | Memorias de un caracol | Nominada  |
| Premios Annie                         | 2025 | Mejor guion                      | Memorias de un caracol | Nominada  |
| Festival de Annecy                    | 2024 | Mejor largometraje               | Memorias de un caracol | Ganadora  |
| Festival de Annecy                    | 2009 | Mejor largometraje               | Mary y Max             | Ganadora  |